# Kuchl
Kuchl – gmina targowa w Austrii, w kraju związkowym Salzburg, w powiecie Hallein. Liczy 7066 mieszkańców (1 stycznia 2015).